# Transport FC
Transport FC was een Ierse voetbalclub die veertien seizoenen in de hoogste klasse speelde van 1948 tot 1962. De eerste drie seizoenen speelde de club op de Carlisle Grounds in Bray en daarna verhuisde Transport naar het Harold's Cross Stadium in de hoofdstad Dublin.

## Geschiedenis
Nadat de club in 1948 werd verkozen om in de Ierse Football League te spelen werd de club vijfde. De club zou het nooit beter doen. Het volgende seizoen won de club wel de FAI Cup in de finale tegen Cork Athletic. In de competitie verging het de club heel wat minder en Transport was een lage middenmoter en in 1956 werd zelfs de laatste plaats gehaald. Deze werd dan wel gevolgd door een nieuwe vijfde plaats. De volgende seizoenen modderde de club weer aan en in 1962 werd de club samen met Sligo Rovers niet herverkozen tot de League. 
Nadat ze uit de League gestemd waren behaalde de club nog successen in de FAI Intermediate Cup, een bekertoernooi voor amateurclubs.

## Erelijst
FAI Cup
1950
FAI Intermediate Cup
1964, 1966, 1974

## Records
- Grootste overwinning in de competitie: 6-0 tegen Sligo Rovers, uit op 16 maart 1958
- Zwaarste nederlaag in de competitie: 1-10 tegen Cork Hibernians, uit op 20 maart 1960